# Poczekaj (Młodów)
Poczekaj – część wsi Młodów, w Polsce, w województwie małopolskim, w powiecie nowosądeckim, w gminie Piwniczna-Zdrój.
Znajduje się na wysoko położonej polanie Poczekaj w Beskidzie Sądeckim w Paśmie Radziejowej na grzbiecie Kordowiec – Niemcowa.

## Zobacz
- Poczekaj (polana)